# Verband der Funkamateure in Telekommunikation und Post
Der Verband der Funkamateure in Telekommunikation und Post (VFDB e. V.) ist der Zusammenschluss von Funkamateuren in Telekommunikation und Post in Deutschland. Eine Zulassung zur Teilnahme am Amateurfunkdienst ist aber keine Voraussetzung für eine Mitgliedschaft. Der VFDB hat etwa 2000 Mitglieder in 90 Ortsverbänden.
CQ VFDB nennt sich die vierteljährliche Mitgliederzeitschrift des Verbands der Funkamateure in Telekommunikation und Post. 1. Vorsitzender ist Heribert Spießl, DG9RAK.

## Geschichte
Früher hieß der Verein „Verband der Funkamateure der Deutschen Bundespost“, daher stammt auch das Kürzel VFDB.
Seit Juli 1948 nahmen die Oberpostdirektionen die ersten Amateurfunkprüfungen ab. Bei der Deutschen Bundespost erkannte man schnell, dass das technische Interesse und Wissen der Funkamateure aus den eigenen Reihen auch für dienstliche Belange von Vorteil war. So wurden den Beamten der DBP Förderungen in Aussicht gestellt, unter der Voraussetzung, dass sie sich in einem postgebundenen Verband zusammenschließen.
Der VFDB wurde am 11. Januar 1950 in Darmstadt gegründet. Zu den elf Gründungsmitgliedern gehörten in Amateurfunkkreisen bekannte Namen wie Willi Menzel, Alfred Schädlich, Karl Sonntag. Im Anschluss wurden die ersten Bezirksverbände gegründet und die Arbeit konnte beginnen. Der monatliche Mitgliedsbeitrag wurde zunächst auf 0,50 DM festgesetzt.

## Ziele
Der Verein setzt sich folgende Ziele:
1. Zusammenschluss von Personen, die sich im Funkwesen, insbesondere im Amateurfunkdienst, betätigen wollen oder daran interessiert sind
2. Ausbildung der Mitglieder und Interessenten zu Funkamateuren und deren Weiterbildung im Funkwesen
3. technische Beratung und Unterstützung der Mitglieder, Austausch von Erfahrungen und Anregungen für fernmeldetechnische Entwicklungen
4. Sammlung und Weitergabe der Beobachtungen und Erfahrungen der Mitglieder zur Förderung des internationalen Amateurfunks
5. Darstellung des Amateurfunks in der Öffentlichkeit
6. Förderung der Mitarbeit der Funkamateure an Aufgaben der Wissenschaft
7. freundschaftliche Zusammenarbeit mit anderen Amateurfunkverbänden
8. Der Verein ist selbstlos tätig, er verfolgt nicht in erster Linie eigenwirtschaftliche Zwecke.

Der Verband ist dem Deutschen Amateur Radio Club – DARC e. V. korporativ angeschlossen.

## Besonderheiten
Unmittelbar nach der Gründung erließ das Bundespostministerium (BPM) eine Förderverfügung, somit standen viele Funkgeräte der ehemaligen Wehrmacht nach ihrer Aussonderung aus den Funkzeugämtern den Funkamateuren im VFDB zur Verfügung. Die Mitglieder des VFDB durften ihre Clubstationen in den Obergeschossen der Fernmeldeämter einrichten und Antennen auf den Dächern der Ämter montieren. Außerdem wurden ausgemusterte Geräte für die Clubstationen zur Verfügung gestellt. Dienstliche Messgeräte durften von VFDB-Mitgliedern mitgenutzt werden.
Nachdem einzelne Funkamateure die Ultrakurzwellen (UKW) für den Amateurfunk entdeckten, wurde schnell klar, dass die geringen Reichweiten mit Relaisstationen kompensiert werden können. Die VFDB-Mitglieder hatten durch ihren Arbeitgeber, die Deutsche Bundespost (DBP), die Möglichkeit, Relaisfunkstellen auf den Fernmeldetürmen unterzubringen.
Diese Förderverfügung gibt es seit der Privatisierung der Deutschen Bundespost (1994) nicht mehr, doch erlaubt ein 1998 mit der Telekom-Tochter Deutsche Telekom Immobilienservice Management (DeTeImmobilen) abgeschlossener Rahmenvertrag VFDB-Mitgliedern, automatische Amateurfunkstellen wie Relais, Transponder und Digipeater weiterhin auf Fernmeldetürmen zu betreiben und neue zu errichten, wenn auch nicht mehr kostenlos. Eine ähnliche Vereinbarung gibt es mit der Nachfolgeorganisation Deutsche Funkturm. Somit stehen der Amateurfunkgemeinschaft in Deutschland mehr als 100 dieser exzellenten Standorte nach wie vor zur Verfügung.
Neben den „alten“ Postbeamten der ehemaligen Deutschen Bundespost sind auch viele Funkamateure/Beamte anderer Behörden, wie z. B. der BOS (Polizei, Feuerwehr etc.) Mitglied im VFDB.

## Struktur und Zahlen
Der VFDB gliedert sich in Bezirksverbände und Ortsverbände. Ortsvereine sind je einem Bezirksverband zugeordnet und durchnummeriert:
- Baden
  - Freiburg (Z06),
  - Karlsruhe (Z09),
  - Saarbrücken (Z19),
  - Neustadt (Z22),
  - Offenburg (Z26),
  - Konstanz (Z29),
  - Rottweil (Z48)
- Bayern
  - München (Z13),
  - Nürnberg (Z15),
  - Regensburg (Z16),
  - Augsburg (Z30),
  - Passau (Z44),
  - Bamberg (Z51),
  - Würzburg (Z52),
  - Traunstein (Z57),
  - Ansbach (Z61),
  - Weiden (Z64),
  - München-West (Z67),
  - Landshut (Z76)
- Berlin-Brandenburg
  - Berlin (Z20),
  - Frankfurt/Oder (Z86),
  - Havelland (Z94)
- Hamburg
  - Hamburg (Z07),
  - Osteland (Z24),
  - Harburg (Z27),
  - Lohbrügge (Z28),
  - Hamburg-West (Z50),
  - Hamburg-Ost (Z70),
  - Elmshorn (Z72),
  - Schwerin (Z87),
  - Rostock (Z89)
- Hessen
  - Frankfurt/Main (Z05),
  - Darmstadt (Z21),
  - Kassel (Z25),
  - Gießen (Z33),
  - Wiesbaden (Z54),
  - Fulda (Z62),
  - Bad Kreuznach (Z74),
  - Mainz (Z77)
- Niedersachsen
  - Braunschweig (Z01),
  - Bremen (Z02),
  - Hannover (Z08),
  - Leer (Z31),
  - Hildesheim (Z35),
  - Osnabrück (Z36),
  - Göttingen (Z47),
  - Oldenburg (Z53),
  - Norddeich (Z65),
  - Holzminden (Z78),
  - Celle (Z84)
- Nordrhein
  - Düsseldorf (Z04),
  - Koblenz (Z11),
  - Köln (Z12),
  - Aachen (Z32),
  - Bonn (Z37),
  - Wuppertal (Z39),
  - Duisburg (Z40),
  - Essen (Z45),
  - Schaephuysen (Z59),
  - Moers, Kreis Wesel (Z63),
  - Niederrhein (Z81),
- Sachsen-Anhalt
  - Magdeburg (Z85)
- Schleswig-Holstein
  - Kiel (Z10),
  - Itzehoe (Z71),
  - Flensburg (Z79)
- Thüringen
  - Erfurt (Z83),
  - Gera (Z88),
  - Suhl-Ilmenau (Z90)
  - Collmberg (Z91)
- Westfalen
  - Dortmund (Z03),
  - Münster (Z14),
  - Recklinghausen (Z34),
  - Hagen (Z38),
  - Bielefeld (Z41),
  - Coesfeld (Z60),
  - Hochsauerland (Z92),
  - Siegerland (Z93),
  - Schöppinger Berg (Z95)
- Württemberg
  - Stuttgart (Z17),
  - Friedrichshafen (Z18),
  - Göppingen (Z46),
  - Ravensburg (Z49),
  - Reutlingen (Z55),
  - Schwäbisch Hall (Z58),
  - Freudenstadt (Z66),
  - Ulm (Z68)

## Ausland
In Frankreich gibt es einen ähnlichen Verband, die Association des Radioamateurs Postiers et Telecommunicants (Verband der Funkamateure in der France Télécom), mit dem der VFDB ein freundschaftliches Verhältnis pflegt.